# Wódka Żołądkowa Gorzka
Wódka ołądkowa Gorzka (Polish pronunciation: [ˈvutka ˌʐɔwɔntˈkɔva ˈɡɔʂka]) - rút ngắn thông thường thành Żołądkowa Gorzka hoặc Żołądkowa - là một loại vodka thảo dược từ Ba Lan, và là thương hiệu hàng đầu của Polmos-Lublin/Stock Polska kể từ năm 1950.
Tên dịch là"vodka đắng cho dạ dày". Żołądkowa Gorzka tiếp nối truyền thống lâu đời của Ba Lan về các loại rượu vodka trái cây và thảo mộc được gọi là nalewka. Tập quán sản xuất nalewka truyền thống của Ba Lan có từ ít nhất thế kỷ 16  và thường được thực hiện tại nhà, nhưng có một số thương hiệu thương mại bao gồm Żołądkowa Gorzka.
Thương hiệu đã được sự yêu thích của người tiêu dùng và đã được giới thiệu ra thị trường quốc tế. Ngoài Ba Lan, Żołądkowa Gorzka cũng được tiêu dùng ở Hoa Kỳ, Úc, Vương quốc Anh, Canada, Đức và Tây Ban Nha. Vào năm 2012, biến thể Czysta de Luxe là loại vodka phổ biến thứ chín trên thế giới, tính theo doanh số.
Żołądkowa Gorzka đã nhận được nhiều giải thưởng, bao gồm giải thưởng Oskar FMCG năm 2006, một giải thưởng CoolBrands, huy chương vàng tại Hội chợ quốc tế Poznan POLAGRA 2000, giải thưởng Grand Gold Quality Award năm 2009 và 3 Sao Vàng của Giải thưởng Hương vị quốc tế & Viện Chất lượng năm 2013.
Vào năm 2009, Polmos đã thay đổi thiết kế chai cho kiểu dáng hiện đại hơn nhưng vẫn lấy cảm hứng từ chai nguyên bản và truyền thống.   
Năm 2011, rượu theo hàm lượng thể tích đã giảm từ 40% xuống 38% và năm 2013 tiếp tục giảm xuống còn 36%.

## Vị
Mặc dù tên của nó, Żołądkowa Gorzka là một loại vodka ngọt, màu hổ phách với hương thơm gia vị và hương thảo dược. Đây được bán trên thị trường như là loại"truyền thống"của nó (Żołądkowa Gorzka Tradycyjna).
Thương hiệu Żołądkowa Gorzka hiện cũng được sử dụng cho các loại vodka khác, không liên quan đến sản phẩm truyền thống, trong các biến thể hương vị:
- Wódka Żołądkowa Gorzka z Miętą, với thêm bạc hà. Được giới thiệu vào năm 2005.
- Żołądkowa Gorzka z Miodem, có thêm mật ong Ba Lan. Được giới thiệu vào năm 2006.
- Wódka ołądkowa Gorzka Czysta de Luxe, thanh khiết. Được giới thiệu vào năm 2007.
- Wódka ołądkowa Gorzka na trawie ubrowej, với cỏ bison. Được giới thiệu vào năm 2009.
- Wódka ołądkowa Gorzka z Czarną Wiśnią, với anh đào đen. Được giới thiệu vào năm 2014.